# No Limit Top Dogg
No Limit Top Dogg ist das vierte Studioalbum des US-amerikanischen Rappers Snoop Dogg. Es wurde am 11. Mai 1999 von den Labels No Limit Records und Priority Records veröffentlicht.

## Titelliste
1. Dolomite (Intro) – 0:27
2. Buck Em – 2:44
3. Trust me – 4:09
4. My heat goes Boom – 3:40
5. Dolomite (Interlude) – 0:53
6. Snoopafella – 5:22
7. In love with a Thug  – 3:44
8. G Bedtime Stories – 2:15
9. Down 4 my Niggaz – 3:46
10. Betta Days – 3:56
11. Somethin’ but yo Bidness – 4:12
12. Bitch Please – 3:54
13. Doin’ too much – 4:07
14. Gangsta Ride  – 3:44
15. Ghetto Symphonie  – 5:40
16. Party with D.P.G  – 4:55
17. Buss'n Rocks  – 4:23
18. Just dippin  – 4:03
19. Don’t tell  – 4:47
20. 20 Minutes – 3:59
21. I love my Momma – 3:05[2]

## Kritik
| Professionelle Bewertungen | Professionelle Bewertungen                                          |
| -------------------------- | ------------------------------------------------------------------- |
| Kritiken                   |                                                                     |
| Quelle                     | Bewertung                                                           |
| Allmusic                   | Sternsymbol · Sternsymbol · Sternsymbol · Sternsymbol · Sternsymbol |
| Los Angeles Times          | Sternsymbol · Sternsymbol · Sternsymbol · Sternsymbol               |
| Rolling Stone              | Sternsymbol · Sternsymbol · Sternsymbol · Sternsymbol · Sternsymbol |

Das Album erhielt positive Kritiken. So vergab der Rolling Stone 3 von 5 Sternen: No Limit Top Dogg sei Snoop Doggs bis dahin bestes Album seit seinem Debütalbum Doggystyle. Mit Hilfe alter Freunde wie Dr. Dre und DJ Quik sei er zurück zum G-Funk gekommen. Allmusic vergab 3 von 5 Sternen, die Los Angeles Times 3 von 4 Sternen.

## Erfolg
No Limit Top Dogg verkaufte sich über 187.000 mal in der ersten Woche. Trotz guter Kritik war es das erste Album von Snoop Dogg, welches sich nicht auf Platz eins platzieren konnte. Die beste Platzierung hatte das Album in den USA, wo es bis auf Platz 2 kam. Außerdem erreichte man in den Vereinigten Staaten auch Platz 81 der Jahrescharts 1999. Daneben erreichte Snoop Doggs Lied Bitch Please aus dem Album Platz 77 in den Billboard Hot 100.
| ChartsChartplatzierungen       | Höchstplatzierung | Wochen |
| ------------------------------ | ----------------- | ------ |
| Deutschland (GfK)              | 46 (5 Wo.)        | 5      |
| Vereinigtes Königreich (OCC)   | 48 (2 Wo.)        | 2      |
| Vereinigte Staaten (Billboard) | 2 (40 Wo.)        | 40     |